# Велюр (вид кожи)
Велю́р (фр. velours — бархат, от лат. villosus — волосатый, мохнатый; нем. Velours, Veloursleder; швед. mocka), хромовая замша — вид натурального кожевенного материала, получаемого из плотных мелких шкур рогатого скота или свиней. Для этого вида кожи берут сырьё с дефектами лицевой поверхности. Поэтому, чаще всего, в изделиях из этого вида кожи наружной стороной оказывается не гладкая лицевая (мерея), а внутренняя сторона, то есть бахтарма, которая тщательно шлифуется и получает густой низкий однотонный ворс. Это «бахтармяный велюр».
Имеется также «лицевой велюр», со шлифованной абразивным полотном лицевой поверхностью. Этим он напоминает нубук, но для последнего используется более крупное и грубое сырьё.
Известен также термин «спилок-велюр» (нем. Spaltvelours). Это обычный спилок, без искусственного лица (мереи), идущий на одежду или обувь.
«Меховой велюр» — кожа с меховым покровом, выделанная под велюр. Изделие из него носит название «дублёнка».
Зачастую велюр называют замшей, что является ошибкой, так как натуральная замша является кожей жирового дубления и бархатиста с обеих сторон.
Для изготовления велюра применяется хромовое дубление. Также для дубления или поддубливания применяют циркониевые или титановые соли, благодаря воздействию которых кожа при шлифовании после дубления приобретает хорошую ворсистость. Используют также наполнители: альбумины, крахмалы, растительные клеи. Для придания велюру водостойкости его обрабатывают алюминиевыми или хромовыми мылами, силиконами.
Велюр используется преимущественно для производства верхней одежды и обуви, а также галантерейных товаров. Он имеет относительно небольшую прочность. В процессе носки верх обуви из велюра быстро промокает, загрязняется и теряет форму, поэтому он проходит специальную обработку.